# 中央农民运动讲习所旧址纪念馆
中央农民运动讲习所旧址纪念馆位于武汉市武昌解放路红巷。

## 历史
原是第一次国共合作时期毛泽东倡议创办的一所培养全国农民运动干部的学校。现為武漢市革命博物館，于1963年建成开放，時任總理周恩来题写了馆名。